# Alastair Kellock
Alastair Kellock (Bishopbriggs, East Dunbartonshire, 14 juni 1981) is een Schots rugbyspeler. Hij verruilde in 2006 Edinburgh Rugby voor Glasgow Warriors. Kellock debuteerde in 2004 in het Schots rugbyteam, waar hij uitgroeide tot aanvoerder (captain).

## Clubcarrière
| Jaar        | Club             |
| ----------- | ---------------- |
| 2002 - 2006 | Edinburgh Rugby  |
| 2006 -      | Glascow Warriors |

## Privéleven
Hij is de zoon van Stuart en Jane Kellock. Hij en zijn vrouw Ashley hebben een kind genaamd Kate.